# Gratiola graniticola
Gratiola graniticola là một loài thực vật có hoa trong họ Mã đề. Loài này được D.Estes mô tả khoa học đầu tiên năm 2007.